# Зыбины
Зыбины — русский дворянский род.

## Происхождение и история рода
Происходит, по сказаниям древних родословцев, от прусского выходца Андрея Зыбы, переселившегося в Великий Новгород во второй половине XIV века. Его потомок Семён Кузьмич переведён Иваном III из Новгорода в Каширу.
В XVII веке многие Зыбины служили стольниками и воеводами. Ефим Панкратьевич Зыбин (умер в 1725) был обер-комиссаром артиллерии и управлял артиллерийским приказом. Его сын Александр, советник адмиралтейств-коллегии, замешанный при Елизавете в Лопухинское дело, был сослан в Сибирь. Алексей Кириллович Зыбин был при Петре II президентом Берг-коллегии.
При подаче документов в 1686 году, для внесения рода в Бархатную книгу, были предоставлены две родословные росписи: Ефимом и Климентом Зыбиными, царские грамоты (1608—1614), которые предоставляли поместья: село Семья с деревнями в Венёвском уезде, деревню Окулино и слободку Севская в Тульском уезде и царская вотчинная жалованная грамота Семёну Фёдоровичу Зыбину на сельцо Семья на речке Семьянка и деревню Ивальково на речке Проня Венёвского уезда.
Род Зыбиных внесён в VI часть родословной книги: Воронежской, Калужской, Курской, Московской, Нижегородской и Тульской губерний (Гербовник, III, 76).
Есть также род Зыбиных более позднего происхождения.

## Герб рода Зыбиных
В щите, имеющем красное поле, в верхней части изображены облака, из которых с левой стороны к середине щита простирается рука в серебряных латах, держащая шпагу остриём проходящую между двух частей перерубленного пополам Змея в короне, расположенного над рекой, у которого голова обёрнута к левому боку щита. Над головой Змея видна восьмиугольная золотая звезда, в которую из облаков ударяет огненный луч.
Щит увенчан обыкновенным дворянским шлемом с дворянской короной, на поверхности которой поставлена героиня в короне, имеющая в правой руке жезл, а в левой — змея. Намёт на щите красный, подложен золотом. Щитодержатели: два воина с жезлами, перепоясанные листьями. Девиз: «FUIMUS».

## Известные представители

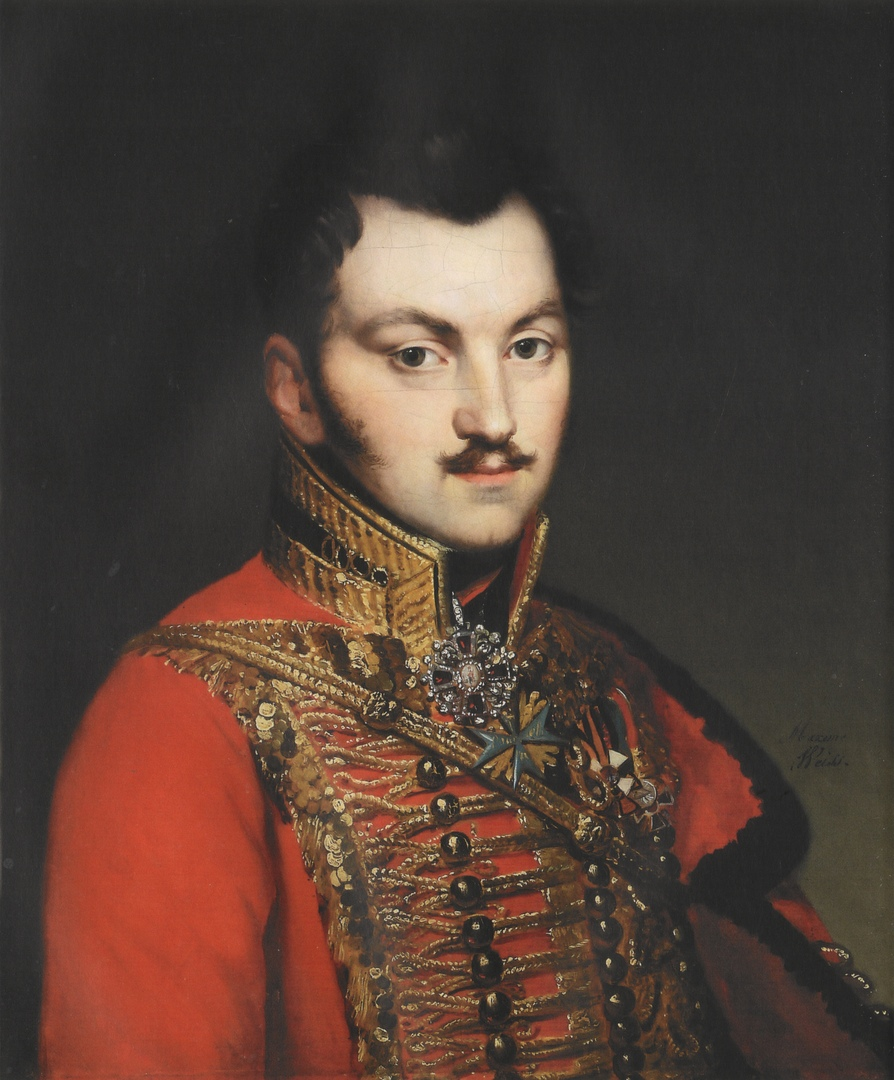
Портрет штабс-ротмистра Л.-гв. Гусарского полка Сергея Васильевича Зыбина 1814—1815 гг.

- Зыбин Иван — осадный голова в Туле (1619).
- Зыбины: Никита Михайлович, Дементий и Григорий Афанасьевичи — Белёвские городовые дворяне (1627—1629).
- Зыбины: Семён и Иван Михайловичи — Лихвинские городовые дворяне (1627—1629).
- Зыбин Семён Фёдорович — Тульский городовой дворянин (1627—1629).
- Зыбин Михаил Иванович — Лихвинский городовой дворянин (1627—1629), московский дворянин (1640).
- Зыбин Фёдор Иванович — воевода в Одоеве (1651), московский дворянин (1658), стольник царицы Натальи Кирилловны (1692).
- Зыбин Панкратий Михайлович — воевода в Хотмыжске (1651—1653).
- Зыбин Никита Михайлович — воевода в Ливнах (1651—1653).
- Зыбин Астафий Иванович — московский дворянин (1658—1677).
- Зыбин Андрей Михайлович — лихвинский городовой дворянин (1627—1629), воевода в Одоеве (1653).
- Зыбин Ипат — воевода в Лебедине (1665).
- Зыбин Давид Иванович — воевода в Свияжске (1667).
- Зыбин Алексей Михайлович — московский дворянин (1671—1677).
- Зыбин Иван — воевода в Орлов городок (1672).
- Зыбин Кирилл Андреевич — воевода в Рыльске (1677—1678).
- Зыбин Климентий (Клим) Игнатьев — воевода в Мещовске (1687—1688).
- Зыбины: Яков Алексеевич, Иван Тимофеевич, Иван Семёнович, Иван Леонтьевич, Герасим Фёдорович — стряпчие (1658—1692).
- Зыбины: Тимофей Панкратьевич, Михаил Константинович, Михаил Игнатьевич, Кирилл Андреевич, Анофрий Панкратьевич — московские дворяне (1662—1692).
- Зыбин Алексей Клементьевич — стольник царицы Евдокии Фёдоровны (1692).
- Зыбины: Пётр и Пётр Кирилловичи, Михаил Астафьевич, Ефим Панкратьевич, Клементий и Григорий Игнатьевичи, Пётр и Давыд Ивановичи — стольники (1658—1692)[3][4].